# ALGOL 58
ALGOL 58, originalmente conhecida como IAL, sigla para International Algorithmic Language é uma linguagem de programação da família ALGOL. Foi um projeto de compromisso inicial logo substituído pela linguagem ALGOL 60. Conforme John Backus:

"A conferência Zurich ACM-GAMM teve dois motivos principais ao propor a IAL: (a) Fornecer um meio de comunicação de métodos numéricos e outros procedimentos entre pessoas, e (b) Fornecer um meio de realizar um processo declarado em uma variedade de máquinas..."